# Суониган, Калеб
Калеб Суониган (англ. Caleb Swanigan; 18 апреля 1997, Индианаполис — 20 июня 2022, Форт-Уэйн, Индиана) — американский профессиональный баскетболист, выступавший на позиции тяжёлого форварда. На уровне колледжей в 2015—2017 годах играл за Университет Пердью. Был выбран на драфте 2017 года под общим 26-м номером клубом «Портленд Трэйл Блэйзерс». В 2015 году рассматривался крупнейшими скаутскими агентствами в качестве одного из лучших игроков в стране.

## Ранние годы
Калеб родился в неблагополучной семье, его отец был наркоманом. Кроме Калеба в семье было ещё пятеро детей. Суониган из-за неблагополучной ситуации в семье несколько раз переезжал с матерью в Юту (Солт-Лейк Сити) и Индиану (Индианаполис). В итоге в возрасте 13 лет он сменил больше десятка школ и несколько городов. От отца он унаследовал рост и склонность к ожирению. В 2014 году отец Калеба умер от диабета при росте 203 см и весе в 230 кг. Рост Калеба в этот период (восьмой класс школы) составлял 188 см, а вес — 160 кг. Сам игрок объяснял наличие лишнего веса пристрастием к сладкому и нездоровой пище, которую могла позволить их семья. Из-за его роста и веса Калеб получил прозвище «Бигги» (Biggie).
Привёл свою школу, Хоумстэд (Форт-Уэйн, Индиана), к чемпионству впервые в её истории.

## Карьера

### Клубная
22 июня 2017 года Суониган был выбран на драфте НБА в первом раунде под общим 26-м номером командой «Портленд Трэйл Блэйзерс». 3 июля 2017 года подписал контракт новичка. После драфта игрок сказал: «Сегодня сбылась моя мечта, меня выбрали на Драфте НБА. Я долго думал об этом. Я знаю, что это лишь первый шаг в моей профессиональной карьере, но я очень рад, что начал этот путь». Суониган стал первым баскетболистом Пердью, который был выбран на драфте со второго года обучения или ниже. В рамках предсезонной подготовки игрок выступал в Летней лиге НБА, в среднем за матч набирал 16,1 очко, совершал 10,6 подборов, отдавал 2,25 передач и совершал 1,4 перехвата в восьми матчах, которые «Портленд» провёл на турнире. Кроме того, принял участие в финальном матче, где команда уступила «Лос-Анджелес Лейкерс». Несмотря на поражение, игрок попал в первую сборную турнира и привёл команду к финалу.
22 декабря 2017 года Суониган в первый раз был отправлен в Лигу развития, в команду «Кантон Чардж».
4 февраля 2018 года «Портленд Трэйл Блэйзерс» вернул Суонигана в основную команду.

### Международная
В 2014 году игрок прошёл отбор в национальную сборную США (U-17) и был включён в заявку на чемпионат мира для юниоров. Принял участие в финальном матче чемпионата мира. Сборная закончила турнир с соотношением побед и поражений 7-0 и завоевала золотые медали турнира в Дубае (ОАЭ), доведя рекордную серию побед юниорской сборной до 23-х. На турнире Суониган набирал в среднем 8 очков за матч и совершал 5,7 подборов, став самым эффективным игроком команды с точностью бросков в 69,6 %.
Перед началом сезона в колледже, 18 июня 2015 года Суониган получил приглашение сыграть на чемпионате мира среди юниоров 2015 года в составе национальной сборной (U-19), который проходил в Ираклионе, Греция. На турнире команда завоевала золотые медали. После финального матча Суониган сказал: «Я всегда ставлю для себя цели. Я поставил цель на эту весну. Одна из них была попасть в сборную в последнем классе школы». Для подготовки к турнире Суониган принял участие в трёх матчах Nike Hoop Summit, McDonald's All American Game и Jordan Brand Classic. На турнире команда одержала победы во всех семи матчах, а игрок в среднем набирал 6,1 очко и совершал 4,4 подбора.

## Смерть
Умер 20 июня 2022 года, причина смерти не раскрывается.

## Достижения
- Баскетболист года конференции Big Ten : 2017
- Приз имени Пита Ньюэлла : 2017
- Первая сборная All-American : 2017
- Приз Люта Уолсона : 2016
- Первая сборная конференции Big Ten : 2016
- Первая сборная новичков конференции Big Ten : 2016
- Сборная McDonald’s All-American : 2016
- Сборная All-American Parade : 2015
- Mr. Basketball штата Индиана : 2015

## Статистика

### Статистика в НБА
| Сезон                                                                                    | Команда    | Регулярный сезон | Регулярный сезон | Регулярный сезон | Регулярный сезон | Регулярный сезон | Регулярный сезон | Регулярный сезон | Регулярный сезон | Регулярный сезон | Регулярный сезон | Регулярный сезон | Серия плей-офф | Серия плей-офф | Серия плей-офф | Серия плей-офф | Серия плей-офф | Серия плей-офф | Серия плей-офф | Серия плей-офф | Серия плей-офф | Серия плей-офф | Серия плей-офф |
| Сезон                                                                                    | Команда    | GP               | GS               | MPG              | FG%              | 3P%              | FT%              | RPG              | APG              | SPG              | BPG              | PPG              | GP             | GS             | MPG            | FG%            | 3P%            | FT%            | RPG            | APG            | SPG            | BPG            | PPG            |
| ---------------------------------------------------------------------------------------- | ---------- | ---------------- | ---------------- | ---------------- | ---------------- | ---------------- | ---------------- | ---------------- | ---------------- | ---------------- | ---------------- | ---------------- | -------------- | -------------- | -------------- | -------------- | -------------- | -------------- | -------------- | -------------- | -------------- | -------------- | -------------- |
| 2017/18                                                                                  | Портленд   | 27               | 3                | 7,0              | 40,0             | 12,5             | 66,7             | 2,0              | 0,5              | 0,2              | 0,1              | 2,3              | 1              | 0              | 7,9            | 0,0            | 0,0            | 75,0           | 2,0            | 1,0            | 0,0            | 0,0            | 3,0            |
| 2018/19                                                                                  | Портленд   | 18               | 0                | 8,1              | 31,8             | 20,0             | 85,7             | 2,9              | 0,4              | 0,2              | 0,0              | 1,9              | Не участвовал  | Не участвовал  | Не участвовал  | Не участвовал  | Не участвовал  | Не участвовал  | Не участвовал  | Не участвовал  | Не участвовал  | Не участвовал  | Не участвовал  |
| 2018/19                                                                                  | Сакраменто | 3                | 0                | 11,0             | 44,4             | 0,0              | 0,0              | 4,0              | 1,3              | 0,7              | 0,3              | 2,7              | Не участвовал  | Не участвовал  | Не участвовал  | Не участвовал  | Не участвовал  | Не участвовал  | Не участвовал  | Не участвовал  | Не участвовал  | Не участвовал  | Не участвовал  |
| 2019/20                                                                                  | Сакраменто | 7                | 0                | 3,3              | 50,0             | 0,0              | 50,0             | 1,0              | 0,3              | 0,1              | 0,3              | 0,7              | Не участвовал  | Не участвовал  | Не участвовал  | Не участвовал  | Не участвовал  | Не участвовал  | Не участвовал  | Не участвовал  | Не участвовал  | Не участвовал  | Не участвовал  |
| 2019/20                                                                                  | Портленд   | 20               | 1                | 13,3             | 60,5             | 0,0              | 53,3             | 4,7              | 1,5              | 0,1              | 0,3              | 3,0              | Не участвовал  | Не участвовал  | Не участвовал  | Не участвовал  | Не участвовал  | Не участвовал  | Не участвовал  | Не участвовал  | Не участвовал  | Не участвовал  | Не участвовал  |
|                                                                                          | Всего      | 75               | 4                | 8,7              | 43,8             | 11,8             | 61,4             | 2,9              | 0,7              | 0,2              | 0,1              | 2,3              | 1              | 0              | 7,9            | 0,0            | 0,0            | 75,0           | 2,0            | 1,0            | 0,0            | 0,0            | 3,0            |
| Наведите курсор мыши на аббревиатуры в заголовке таблицы, чтобы прочесть их расшифровку. |            |                  |                  |                  |                  |                  |                  |                  |                  |                  |                  |                  |                |                |                |                |                |                |                |                |                |                |                |

### Статистика в Джи-Лиге
| Сезон                                                                                    | Команда        | Регулярный сезон | Регулярный сезон | Регулярный сезон | Регулярный сезон | Регулярный сезон | Регулярный сезон | Регулярный сезон | Регулярный сезон | Регулярный сезон | Регулярный сезон | Регулярный сезон | Серия плей-офф | Серия плей-офф | Серия плей-офф | Серия плей-офф | Серия плей-офф | Серия плей-офф | Серия плей-офф | Серия плей-офф | Серия плей-офф | Серия плей-офф | Серия плей-офф |
| Сезон                                                                                    | Команда        | GP               | GS               | MPG              | FG%              | 3P%              | FT%              | RPG              | APG              | SPG              | BPG              | PPG              | GP             | GS             | MPG            | FG%            | 3P%            | FT%            | RPG            | APG            | SPG            | BPG            | PPG            |
| ---------------------------------------------------------------------------------------- | -------------- | ---------------- | ---------------- | ---------------- | ---------------- | ---------------- | ---------------- | ---------------- | ---------------- | ---------------- | ---------------- | ---------------- | -------------- | -------------- | -------------- | -------------- | -------------- | -------------- | -------------- | -------------- | -------------- | -------------- | -------------- |
| 2017/18                                                                                  | Кантон Чардж   | 14               | 12               | 30,3             | 50,0             | 30,8             | 67,3             | 11,9             | 2,6              | 1,1              | 0,9              | 14,2             | Не участвовал  | Не участвовал  | Не участвовал  | Не участвовал  | Не участвовал  | Не участвовал  | Не участвовал  | Не участвовал  | Не участвовал  | Не участвовал  | Не участвовал  |
| 2018/19                                                                                  | Техас Лэджендс | 4                | 3                | 22,6             | 50,0             | 28,6             | 66,7             | 7,5              | 2,0              | 0,5              | 0,5              | 8,5              | Не участвовал  | Не участвовал  | Не участвовал  | Не участвовал  | Не участвовал  | Не участвовал  | Не участвовал  | Не участвовал  | Не участвовал  | Не участвовал  | Не участвовал  |
| 2018/19                                                                                  | Стоктон Кингз  | 8                | 3                | 29,3             | 45,2             | 11,1             | 71,4             | 12,6             | 2,5              | 1,1              | 0,6              | 15,0             | 1              | 1              | 36,3           | 54,5           | 0,0            | 66,7           | 17,0           | 5,0            | 0,0            | 1,0            | 14,0           |
| 2019/20                                                                                  | Стоктон Кингз  | 5                | 2                | 19,7             | 50,0             | 0,0              | 72,7             | 10,0             | 1,4              | 0,2              | 1,2              | 8,6              | Не участвовал  | Не участвовал  | Не участвовал  | Не участвовал  | Не участвовал  | Не участвовал  | Не участвовал  | Не участвовал  | Не участвовал  | Не участвовал  | Не участвовал  |
|                                                                                          | Всего          | 31               | 20               | 27,3             | 48,4             | 26,2             | 69,2             | 11,2             | 2,3              | 0,9              | 0,8              | 12,8             | 1              | 1              | 36,3           | 54,5           | 0,0            | 66,7           | 17,0           | 5,0            | 0,0            | 1,0            | 14,0           |
| Наведите курсор мыши на аббревиатуры в заголовке таблицы, чтобы прочесть их расшифровку. |                |                  |                  |                  |                  |                  |                  |                  |                  |                  |                  |                  |                |                |                |                |                |                |                |                |                |                |                |

### Статистика в колледже
| Сезон                                                                                   | Команда | GP | GS | MPG  | FG%  | 3P%  | FT%  | RPG  | APG | SPG | BPG | PPG  |  |
| --------------------------------------------------------------------------------------- | ------- | -- | -- | ---- | ---- | ---- | ---- | ---- | --- | --- | --- | ---- |  |
| 2015/16                                                                                 | Пердью  | 34 | 34 | 25,7 | 46,1 | 29,2 | 71,3 | 8,3  | 1,8 | 0,4 | 0,2 | 10,2 |  |
| 2016/17                                                                                 | Пердью  | 35 | 35 | 32,5 | 52,7 | 44,7 | 78,1 | 12,5 | 3,0 | 0,4 | 0,8 | 18,5 |  |
|                                                                                         | Всего   | 69 | 69 | 29,2 | 50,1 | 37,6 | 76,0 | 10,4 | 2,4 | 0,4 | 0,5 | 14,4 |  |
| Наведите курсор мыши на аббревиатуры в заголовке таблицы, чтобы прочесть их расшифровку |         |    |    |      |      |      |      |      |     |     |     |      |  |